# Винс, Яков Яковлевич
Я́ков Я́ковлевич Ви́нс — баптистский пресвитер и миссионер, много сделавший для проповеди Евангелия на российском Дальнем Востоке. В 1920-е годы возглавлял Дальневосточный союз баптистов. Автор популярной до настоящего времени катехизационной брошюры «Наши баптистские принципы».

## Биография
Яков Яковлевич родился в семье голландских колонистов в Поволжье, являющихся меннонитами по вере. В юности окончил библейскую школу, после чего стал баптистским служителем. С 1905 года служил сначала регентом хора баптистской церкви в Самаре, затем был избран её пресвитером.
В 1910 году на съезде молодых баптистов в Ростове-на-Дону Винса избрали руководителем молодёжного союза баптистов. Вскоре он был арестован царскими властями как «сектантский» проповедник и заключен на три месяца. Однако через месяц его опустили.
В 1911 году, после того как он публично провел крещение, на него был наложен штраф и ему запретили жить в европейской части России. Баптисты делегировали его в Филадельфию (США) на Всемирный баптистский конгресс, по окончании которого он вместе с семьей поселился в Канаде и занялся фермерством.
После падения царского режима и начала Гражданской войны Винс вернулся в Россию, чтобы проповедовать Евангелие. В июне 1919 года они вместе со шведским миссионером Эриком Олсоном прибыли во Владивосток. Винс не смог проехать в Самару через Сибирь, где шли боевые действия, и в 1919 году осел в Благовещенске. Здесь он был избран пресвитером местной общины.
Позднее он возглавил Дальневосточный отдел Всероссийского Союза баптистов, в 1925 году реорганизованного в Дальневосточный союз баптистов. В начале 1920-х издавал журнал «Голос Христианской молодёжи». Сотрудничал со Шведско-Американским миссионерским обществом.
В 1928 году Винсу, как гражданину Канады, предложили выехать навсегда из СССР. Он вернулся. До конца жизни (1944 год) служил пресвитером в различных общинах Канады.
Его сын, Пётр Яковлевич Винс, получил аналогичное предложение покинуть СССР, но отказался, сменил канадское гражданство на советское и продолжил миссионерское служение. Он был расстрелян в 1937 году.
Внук, Георгий Петрович Винс, был одним из лидеров СЦ ЕХБ, христианским историком, писателем и поэтом.